# OV晶片卡
OV-晶片卡（荷蘭語：OV-chipkaart，OV為openbaar vervoer簡寫，意為公共交通），是一張用於全荷蘭公共交通的非接觸式智能卡。2005年4月首先在鹿特丹地鐵推出，並逐步擴展到其他地區。2011年完全取代用於巴士、電車和地鐵的磁帶卡，2014年7月也取代鐵路紙質車票。